# Организация профсоюзов Туркменистана
Организация профсоюзов Туркменистана (туркм. Türkmenistanyň kärdeşler arkalaşyklary guramasy) — официально зарегистрированная общественно-политическая организация в Туркменистане, объединяющая профсоюзы в этой стране. Представлена в Меджлисе Туркменистана — парламенте страны. Члены этой организации занимают 33 из 125 мест в Меджлисе Туркменистана.
По итогам парламентских выборов 2013 года, организация впервые, как и остальные партии и организации (не считая Демократическую партию Туркменистана, которая доминирует в стране с 1991 года) вошла в Меджлис Туркменистана.
Организация профсоюзов Туркменистана объединяет официально зарегистрированные профсоюзы в Туркменистане. В состав организации входят 14 отраслевых, 5 велаятских (областных), 49 этрапских (районных) и 9 городских объединений. Во всех отраслевых и ведомственных предприятиях, учреждениях и организациях, объединениях Туркменистана созданы отделения этой организации. Членами организации по данным 2012 года, являются более 1 108 000 человек.